# Helegiu (gmina)
Helegiu – gmina w Rumunii, w okręgu Bacău. Obejmuje miejscowości Brătila, Deleni, Drăgugești i Helegiu. W 2011 roku liczyła 6567 mieszkańców.